# Paul D. Hubbard
Paul D. Hubbard, né le 14 janvier 1871 à Atchison dans le Kansas et mort le 27 juin 1946, est un joueur de football américain qui évoluait au poste de quarterback. Il est notamment connu pour avoir mis au point le huddle.

## Biographie
Paul Hubbard naît le 14 janvier 1871 à Atchison, dans le Kansas, de Perry Lamb Hubbard et Ellen Rosaline Smith. À l'âge de deux ans, il devient sourd pour une raison inconnue.
Entre 1878 et 1883, il étudie à la Kansas State School For the Deaf, avant de fréquenter la Colorado School for the Deaf and Blind, puis l'Université Gallaudet de 1892 à 1895.

### Carrière
Cinq ans plus tard, il retourne à la Kansas State School For the Deaf où il devient entraîneur et enseignant. En 1899, il met sur pied la première équipe de football à la Kansas State School For the Deaf. Il prend sa retraite en 1942 après avoir travaillé 43 ans à cette école. 
Après une courte maladie, il décède le 27 juin 1946.

### Vie privée
En 1901, Paul Hubbard se marie avec Caroline Bownson; de cette union naissent deux enfants entendants, un garçon et une fille.

## Huddle

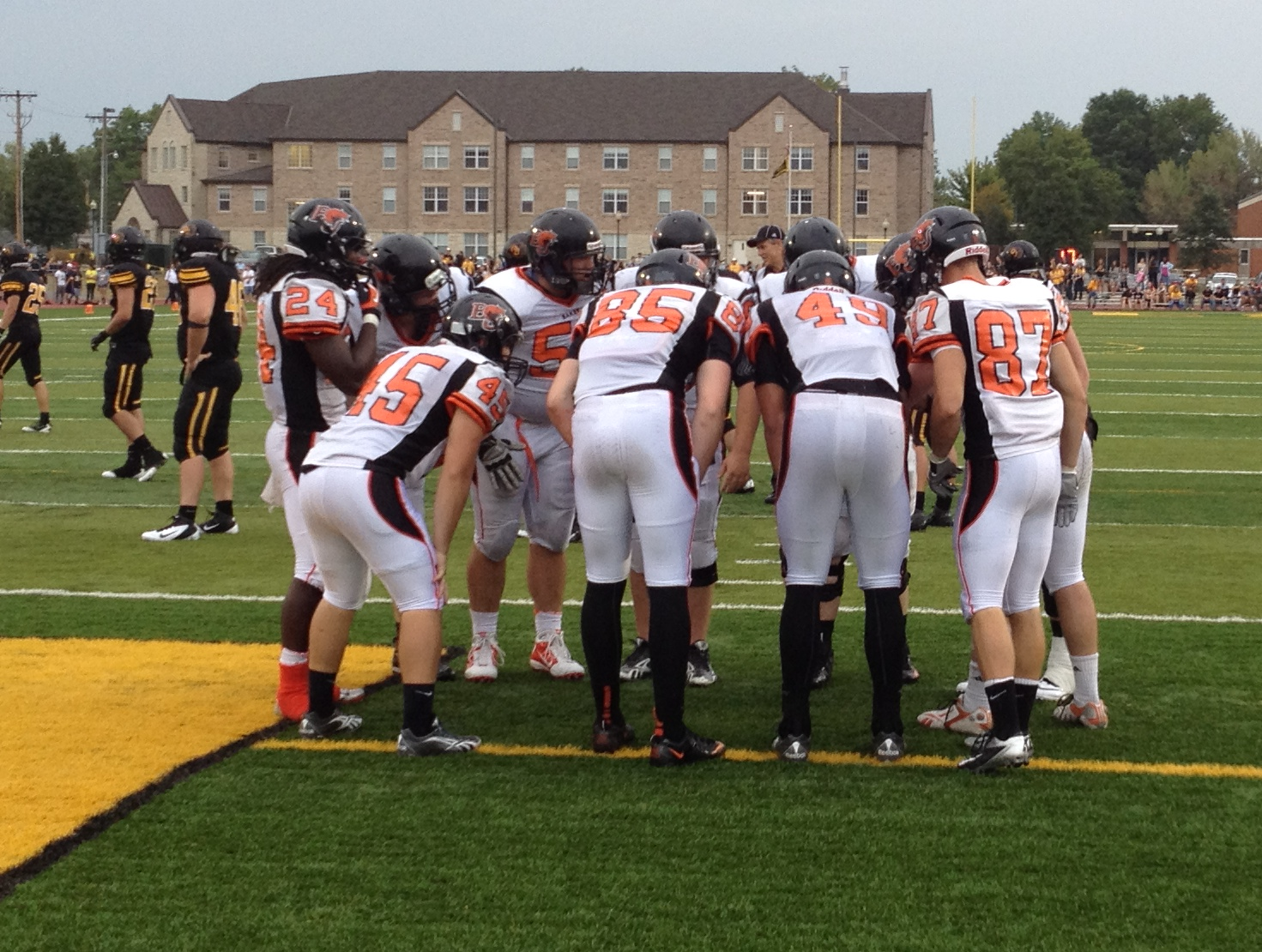
On voit l'équipe Baker Wildcats qui fait un huddle.

Paul Hubbard met au point le huddle pour éviter que les équipes adverses d'autres universités pour les sourds voient leur tactique, la langue des signes étant visible à la distance.